# Andrew G. Johnson
Andrew G. Johnson, egentligen Anders Gustaf Ek, ursprungligen Johansson, född 13 februari 1878 i Skövde, död 14 september 1965 i Mariestad, var en svensk predikant. Han kallades "Den svenska pingstväckelsens apostel".

## Biografi
Andrew G. Johnson föddes som Anders Gustaf Johansson den 12 februari 1878 i Skövde. Han fick en svår uppväxt med en far som efter flera fängelsedomar dog då Anders Johansson bara var 9 år gammal. Det tycks sedan som att han, som så många unga i hans samtid, haft ett sug efter att pröva något nytt och se världen. Någon gång i tjugoårsåldern tog han värvning på ett fartyg och arbetade sig över till USA. Enligt Dagens Nyheter, den 28 januari 1907, levde han då ett “icke alldeles oklanderligt lif.” I samband med emigrationen började han kalla sig Andrew G. Johnson.

### Religiös karriär
Vid 26 års ålder blev han frälst i Los Angeles. Året därpå blev han döpt i San Pedro, Los Angeles och började en outtröttlig evangelistgärning. Han utsågs till kolportör av den församling han blev medlem i, det vill säga han sålde böcker och spred traktater i och runt Los Angeles. Någon gång under 1906 års första månader fick han höra talas om en bönegrupp som samlats i Los Angeles, på en gata bara några kvarter från centrum, North Bonnie Brae Street nr 214. Den 22 februari hade en afro-amerikansk pastor kommit till Los Angeles från Houston på inbjudan av gruppen. Pastorns namn var William J. Seymour. Seymour hade genast börjat förkunna det han på egen hand upptäckt och det som kom att kallas den nya rörelsen eller pingstväckelsen, en rörelse som starkt betonade Andens gåvor. Att de var svarta var ett problem för många vita kristna nordamerikaner som just 1906 upplevde den värsta rasistiska vågen i USA någonsin. Men svensken Johnson hade inte sådana problem.
Seymour hade kommit till Los Angeles med en uttalad förväntan om att Anden skulle falla på ett särskilt sätt. Gud skulle göra något helt nytt med hela sitt folk, inte bara några få. Dopet i helig Ande med åtföljande tungotal var ett sådant tecken. Men trots intensiv bön hände inte det som Seymour talade om. Han beslöt då att sända efter två medhjälpare från Houston, bland annat Lucy F. Farrow. Lucy Farrow hade blivit Seymours mentor i Houston. När hon kom till Los Angeles ordinerade hon genast en böne- och fasteperiod. Medan Seymour i sitt liv hade komponerat det som skulle komma att kallas pentekostal teologi stod Farrow uppenbarligen för erfarenheten, gåvan och den praktiska kunskapen om att föra människor fram till djupa andliga upplevelser. Efter tio dagar kom resultatet. Den 9 april 1906 "föll Anden" över de församlade. Den 14 april hyrde Seymour en gammal metodistkyrka ett tjugotal kvarter sydost om Bonnie Brae, nära downtown Los Angeles. Adressen skulle komma att bli en av de mest berömda i kyrkohistorien: 312 Azusa Street.

### Missionärsverksamhet
Under väckelsen på denna gata upplevde också Andrew Johnson sitt andedop. Detta resulterade inte bara i tungomålstalande (glossolali) utan också i förmågan att tala andra kända, främmande språk (xenolali) som man då trodde skulle bli använd i missionens tjänst. Johnson fick bland annat gåvan att tala hebreiska. Redan den 20 juli sändes de första missionärerna ut. Inom två år hade dessa missionärer nått över femtio länder, bland dem Sverige, Kina och Liberia.
Andrew G Johnson kom att ingå i The Palestine Missionary Band, en grupp på väg till Palestina. De reste mot Oakland och fortsatte sedan i slutet av juli, via San Francisco till Denver i delstaten Colorado. Under augusti fortsatte de via närbelägna Colorado Springs, österut till Chicago där de bland annat mötte pastor Durham och inspirerade honom för 'pingstens budskap'.
I augusti befann sig Andrew G. Johnson i New York och mötte här Thomas Ball Barratt, en metodistpastor från Norge. Hos Johnson och de övriga mötte han något som väckte hans intresse och när de rest han började han korrespondera med de kristna på Azusa Street. På så sätt nådde han fram till sina egna upplevelser av "andedop". Johnson skrev efteråt att: "Vi kommo att samspråka om vad Gud utförde i Los Angeles, och det väckte längtan även hos honom."
Under atlantresan prövades emellertid "bandets" tålamod. I Neapel splittrades det eftersom de två kvinnorna beslutat sig för att resa hem till USA. Johnson fortsatte, men inte till Jerusalem, utan hem mot Sverige. Utan pengar lyckades han att ta sig, via Neapel, Genua och England, hem till Sverige och anlände till Göteborg den 16 november 1906.

### I Sverige
Från Göteborg tog sig Andrew G. Johnson till hemstaden Skövde. Där sökte han kontakt med baptistförsamlingen i Elim och fick med tiden bo hemma hos Augusta och Axel Widmark på Sjöhagsvägen 8. Den 15 december sände Johnson första rapporten från Sverige till hemmabasen på Azusa Street i Los Angeles, något han kom att fortsätta med under lång tid framöver. Han skrev då att "Jag har vittnat i husen så Ni kan förstå att dörren är öppen och människor är hungriga efter Guds Ord. ... Jag tror att Gud kommer att ge oss en utgjutelse av Anden i Sverige snart."

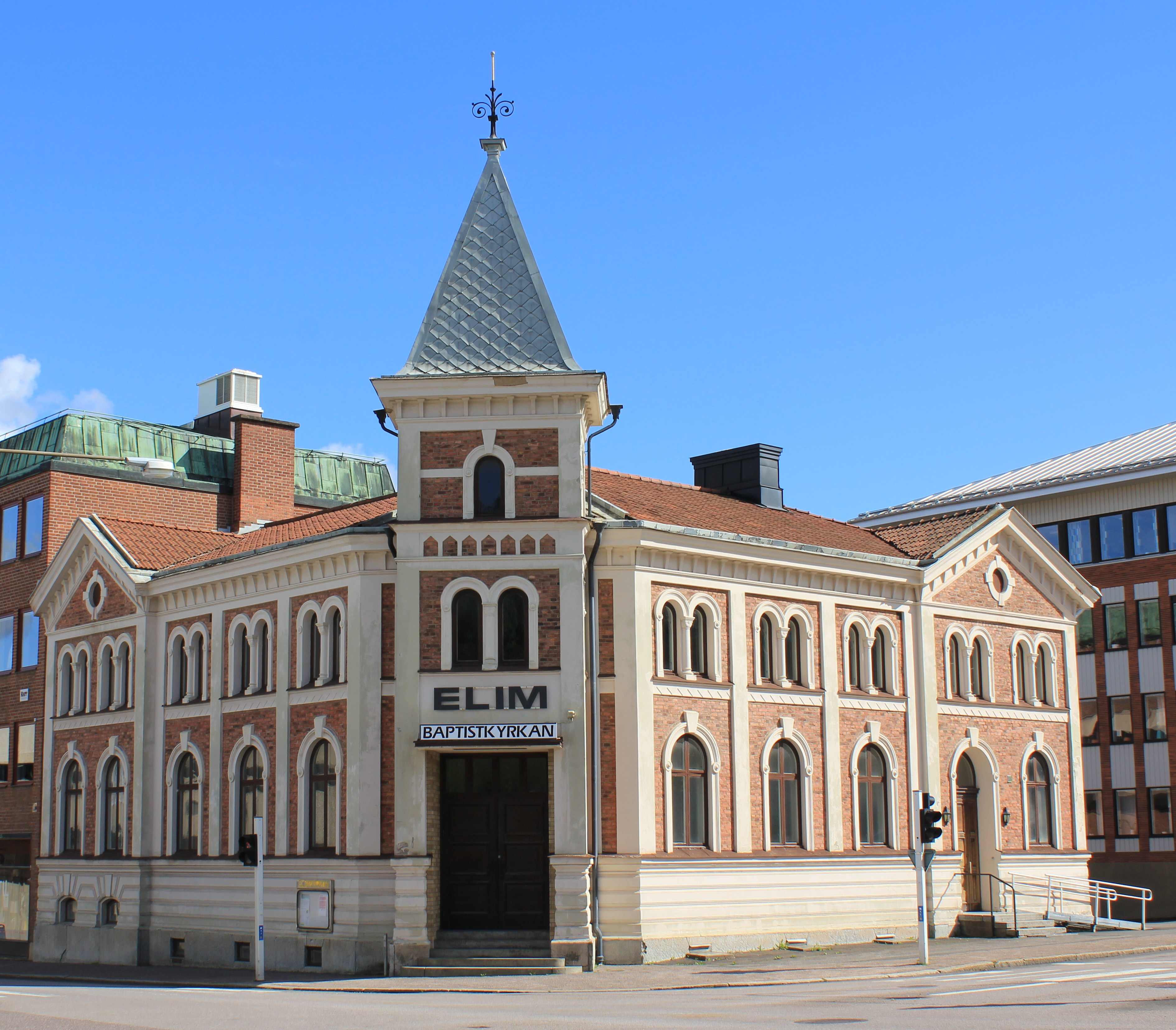
Elimkyrkan i Skövde.

Husmötena fortsatte och redan efter några veckor fanns en grupp brinnande troende som längtade efter det som Johnson berättade om och visade upp i sitt böneliv. Så småningom fick man tillstånd av baptistförsamlingens föreståndare Carl Viktor Hugo att också mötas i Elimkyrkan i Skövde. 
Det som ännu kallades Den nya rörelsen var under 1906 en relativt lokal företeelse i Skövde baptistförsamling, men kunskapen om den spreds snabbt och många diskuterade detta. Den nya rörelsen spred sig runt årsskiftet genom baptistpastorn John Ongman till Örebro. Han inbjöd Andrew G. Johnson att tala i Filadelfia. Johnson var inte, och blev aldrig, någon stor talare. Det han kunde var att vittna och bedja för människor så att de fick göra andliga upplevelser. Han hade lärt sig tekniken av Lucy F. Farrow på Azusa Street och det var denna "praktiska teologi" eller färdighet som han förde vidare.
I januari 1907 berättade tidskriften Svenska Tribunen att Johnson har varit på besök i Örebro. "Broder Jansson har här deltagit i några möten i Filadelfiakyrkan och talat och sjungit på en mängd af de språk Gud gifvit honom. Han ger intryck af att vara full af frid och glädje. I sina enkla vittnesbörd talar han ock ständigt om den härliga frälsningen."
En som tidigt fick del av Johnsons vittnesbörd var pastorn i Stora Mellösa, Olov Leonard Björk, (vanligtvis känd som bara "O.L. Björk"). Han upplevde det som alltmer kommit att kallas "andedopet" redan den 5 februari 1907. Genom sin starka position i Baptistsamfundet blev han, tillsammans med John Ongman, den främste företrädaren för “Den nya rörelsen”.
I januari och februari 1907 lämnade Andrew Johnson Skövde allt mera och började i stället att resa runt i Sverige på kallelser från olika håll. Tillsammans med den unge Carl Widmark reste han till Stockholm i slutet av januari 1907. Den som inbjöd var pastor C.G. Lundin i Betaniaförsamlingen på Kungsholmen. Denna församling är inte så känd i detta sammanhang, men troligtvis hade Johnsons och Widmarks besök stor betydelse. Även om församlingen som helhet gick en annan väg så kom en av de två största grupperna av medlemmar vid bildandet av Stockholms sjunde baptistförsamling, mera känd som Filadelfiaförsamlingen, just därifrån drygt tre år senare.
Johnson beskriver i sitt självbiografiska häfte "Då elden föll" hur pingstväckelsen nådde Göteborg genom "några bröder från Skövde". Själv flyttade han dit, förmodligen i april eller maj 1907, och stannade där en längre tid. Det började med husmöten och så småningom hyrdes en liten lokal på Linnégatan. Det stora genombrottet kom dock när man flyttade till "Torghallen" vid Kungstorget 7. "Evangelisten Andrew Jansson-Ek som blivit andedöpt vid den moderna pingstväckelsens födelse i Los Angeles året före, samlar full lokal (300 personer) när han som förste i Göteborg predikar möjligheten att bli andedöpt".
Ett flertal gånger, bland annat den 22 maj, medverkade T.B. Barratt, tillsammans med Andrew Johnson, i Torghallen. Barratt hade vid denna tid, genom de kritiska skriverierna i pressen, blivit en mycket uppmärksammad man och drog folk varthän han kom. Han fyllde kyrkor i såväl Stockholm, där han talade på flera ställen, i Uppsala och i Göteborg. Efter dennes besök hölls en första dopförrättning inom ramen för “Den nya rörelsen”.
I det vidsträckta Göteborg delades de troende inom “Den nya rörelsen” så småningom upp i mindre grupper, flera befann sig inom Göteborgs fjärde baptistförsamling, Betel, som till en början var relativt positiv. Först 1914 bildades därför den första självständiga pingstförsamlingen i Göteborg, Salem. Fem år senare bildades Gileadförsamlingen och slutligen Smyrnaförsamlingen 1922. Men då hade Andrew Johnson redan hunnit med ett flertal andra missionsfält. Etableringen i Göteborg är dock ett av hans mest bestående livsverk.
När professor Emanuel Linderholm 1925 skulle sammanfatta dem som haft störst inflytande på Pingstväckelsens ingång i Sverige, kommer han inte ifrån Andrew G Johnson. Han jämförde Barratt och Johnson "Som emellertid Jansson [Johnson] icke hade Barratts förutsättningar att framträda offentligen och leda den nya rörelsen och Barratts person och namn redan stodo i förgrunden i det allmänna medvetandet, kom rörelsen även hos oss att knyta sig till dennes namn. Och dock fick Jansson [Johnson] i verkligheten en väl så stor betydelse som Barrat för den nya rörelsens praktiska genombrott i Örebro och därmed i hela riket därigenom att han, som förut sagts, överförde den direkta så att säga animala suggestionen till Örebro och dess väntande baptister."

### Utlandsresor
Andrew Ek (som han kom att kalla sig hädanefter) fortsatte sitt evangelistliv så som han börjat det — med att oförtröttligt resa runt och vittna om sina erfarenheter av Gud. Fram till 1908 var han kvar i Göteborg, därefter reste han till dåvarande Kina och verkade bland annat tre år som missionär på egen sold i Mongoliet — en del av den tiden tillsammans med sin maka Maria som han gifte sig med i september 1910.
År 1913 var han tillbaka i Sverige och förestod 1914–1915 Filadelfiaförsamlingens i Stockholm räddningsmission. Från 1915 till 1920 tycks han ha verkat som resepredikant. År 1920 kallades han till Wien för att hjälpa till med Filadelfiaförsamlingens i Stockholm hjälpverksamhet i den av världskriget hårt drabbade staden.
I Wien kom Andrew Johnsons absolut tyngsta period. Han anklagades för att ha använt pengar som skulle gått till hjälpverksamheten för att evangelisera, vilket – för någon annan än Johnson – var att beteckna som någon form av förskingring. Dessutom föll han för frestelsen att inleda ett förhållande med en ung kvinna i församlingen. Detta ledde till att han uteslöts av Filadelfiaförsamlingen i Stockholm den 21 juni 1921.
Det enda Andrew Johnson kunde, efter 15 år som evangelist, var att "vittna". Hans tillvaro utan förtroende i församlingarna rasade samman och han hamnade ekonomiskt på ruinens brant. Familjen tvingades flytta till släkten i Mariestad. Johnson reste ensam till Amerika för att kunna försörja sig och höll kontakt med fru och barn via brev.

### Sista åren och eftermäle
Under 1920-talet återvände han till Sverige och var enligt ett brev från hustrun en tid "nära döden". Samma år klagade han över sin "brutna rygg". Livet tycks de följande åren handlat om sjukdom, dålig ekonomi och arbetet med de brustna relationerna, främst då med församlingen i Stockholm som under lång tid vägrade Johnson, vid denna tid Ek, rekommendation eller utrymme i Evangelii Härold.
Först på 1930-talet, när häftet Då elden föll skrevs, såg Andrew Ek något ljusare tider. Han reste runt i Norden i olika församlingar, men något erkännande för sin livsgärning fick han aldrig, inte ens inofficiellt. I Lewi Pethrus memoarer nämns hundratals personer, men Andrew Ek nämns endast i förbigående i "Hänryckningens tid". Pethrus berättar dock indirekt om honom i "Medan du stjärnorna räknar" i det att han har ett kapitel kallat "En hård och dömande ande" där han berättar om rörelsen i Skövde och kritiserar den för att dess medlemmar kritiserade andras fel istället för sina egna. Med ålderns rätt minskade resorna i antal för att slutligen upphöra helt. Han bodde kvar i Mariestad tillsammans med sin hustru och en av döttrarna fram till sin död den 14 september 1965.
Kanske är Andrew Eks insats för Pingströrelsen en av den svenska kyrkohistoriens mer bortglömda prestationer.